# Jardín Botánico Georgeson
El Jardín Botánico Georgeson en inglés :  Georgeson Botanical Garden es un jardín botánico que se encuentra en el 117 West Tanana Drive en el campus de la Universidad de Alaska Fairbanks, en Fairbanks, Alaska. 
El código de identificación del Georgeson Botanical Garden como miembro del "Botanic Gardens Conservation Internacional" (BGCI), así como las siglas de su herbario es GEOBG.

## Localización
Debido a su localización norteña, hace que porciones del jardín tenga permafrost (suelo permanentemente congelado). En las áreas boscosas, la capa permanente de hielo es 6-36 pulgadas (15-91 centímetros) debajo de la superficie. En campos despejados la capa permanente de hielo ha retrocedido a 25 pies (7.5 metros) o más. 
Georgeson Botanical Garden, University of Alaska PO 757200 905 N. Koyukuk Dr., Ste. 303, Fairbanks Borough Fairbanks North Star, Alaska, 99775 United States of America-Estados Unidos de América.
Planos y vistas satelitales.64°51′21.96″N 147°51′32.04″O / 64.8561000, -147.8589000
El jardín se utiliza para la investigación y la exhibición, y está abierto al público durante las horas de luz del día, de mayo a  septiembre, pagando una tarifa de entrada.

## Historia
Es parte de la Alaska Agricultural and Forestry Experiment Station (Estación Experimental Silvícola y Agrícola de Alaska). El jardín fue nombrado en honor de Charles Christian Georgeson, Agente especial del USDA a cargo de las investigaciones de Alaska con fecha de 1899. 
El jardín botánico como tal fue creado en 1991.
El "Georgeson Botanical Garden" (GBG) es un jardín botánico nacionalmente reconocido y miembro de una red nacional de las instituciones educativas y de investigación dedicadas al cultivo y a la conservación de las plantas. Se diseña para permitir que el público aprenda sobre el cultivo de las plantas en el norte lejano. 
El GBG es uno de cinco jardines botánicos en la nación, en ser un Jardín de pruebas para la « International Hardy Fern Foundation » (fundación internacional de los helechos resistentes).

## Colecciones
Este jardín tiene una función como facilidad de investigación, su equipo investigador prueba más de 1000 árboles, arbustos, plantas herbáceas, y perennes en cuanto a su resistencia cada año, incluyendo las plantas nativas de Alaska y otras recogidas insitu en  viajes a China, Rusia, e Islandia. 
Georgeson también sirve como jardín de ensayo oficial para la National Hardy Fern Foundation. 
El jardín sirve como soporte de variedades de pruebas de plantas de flor anuales, verduras, hierbas, y frutas, y los investigadores allí realizan experimentos en las posibles nuevas plantas para cosechas en las condiciones climáticas de Alaska, por ejemplo peonias. 
Entre las colecciones de plantas ornamentales de flor se incluyen violetas de Altái, Begonias, Aquilegias, Dalias, Delphinium, peonias de hoja de helecho, Tanacetos de hoja de helecho, Fuchsias, Impatiens, Iris, arbustos de rosas resistentes al frío, girasoles, y guisantes dulces. 
Otras plantas que se incluyen como helechos, hierbas, y verduras de prueba, incluyendo maíz y tomates.
Alberga un herbario con 200,000 pliegos.